# Байонет Leica R

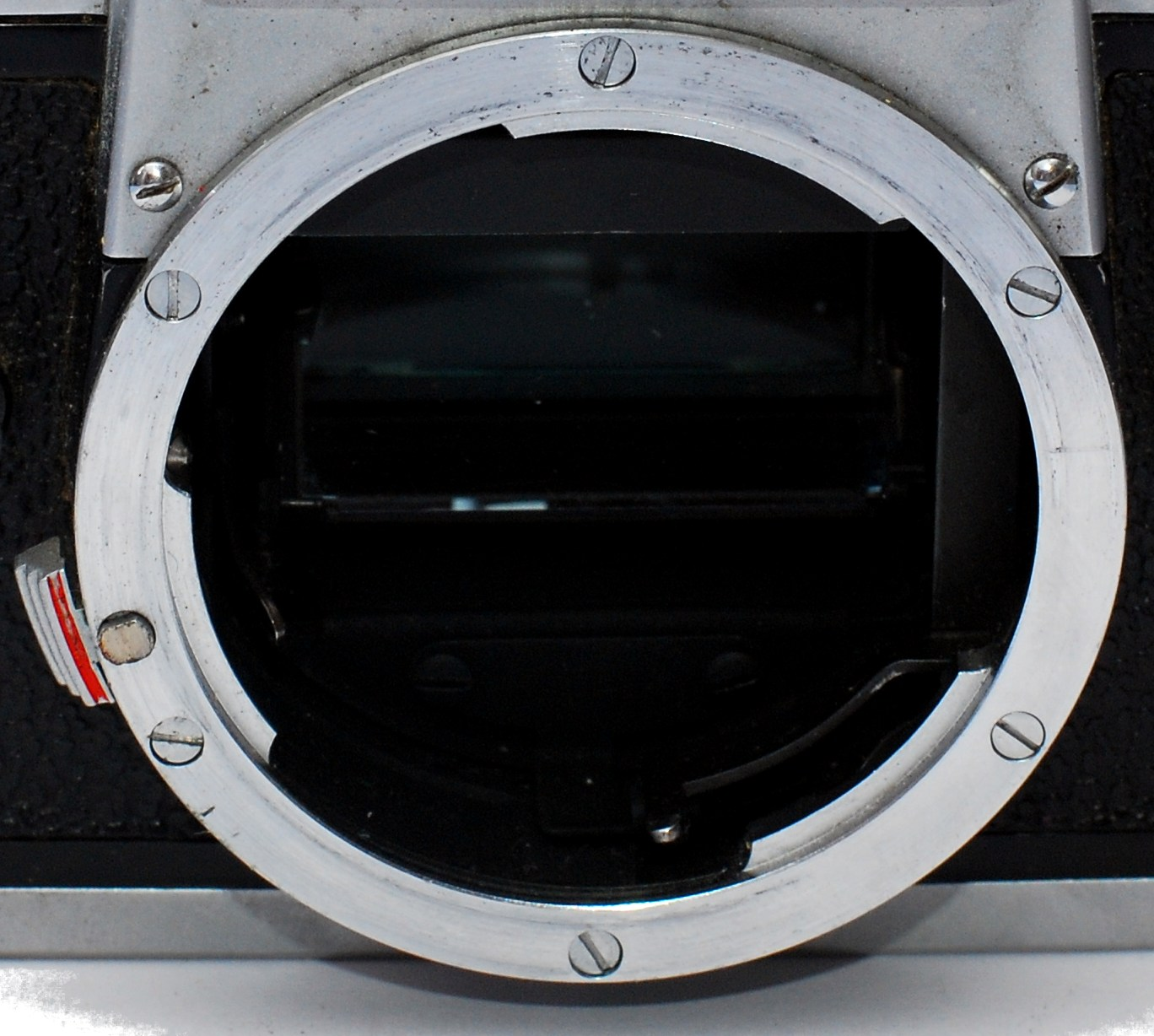
Байонет Leica R, фотоаппарат

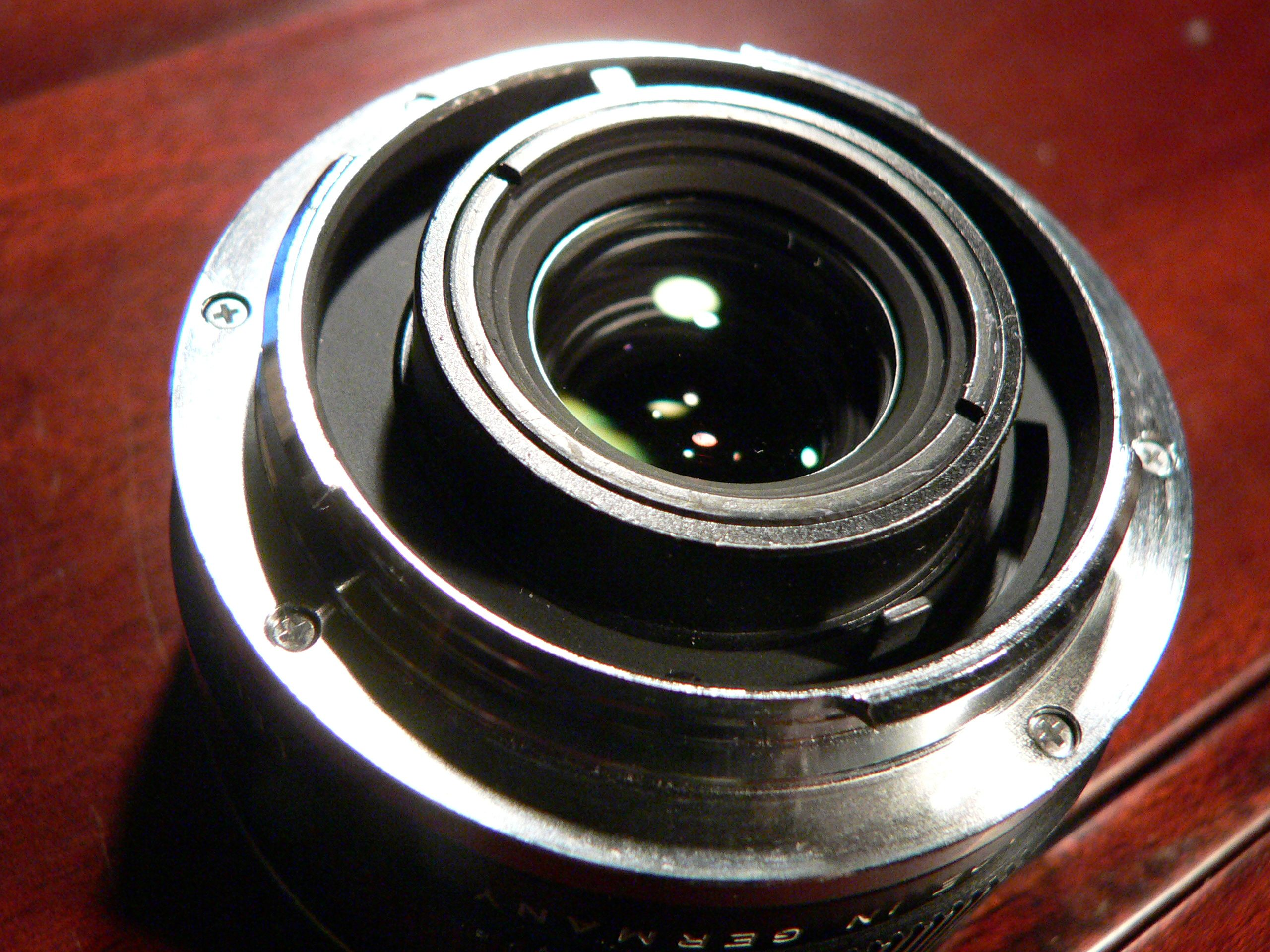
Байонет Leica R, объективная часть
(на фотографии изображён телеконвертер)

Байонет Leica R — трёхлепестковое крепление фотографических объективов, разработанное фирмой Leica.
Байонет Leica R применяется с 1964 года на малоформатных однообъективных зеркальных фотоаппаратах «Leicaflex», «Leicaflex SL», «Leicaflex SL2» и камерах семейства «Leica R3» — «Leica R9».
Рабочий отрезок байонета Leica R составляет 47 мм.
С байонетом Leica R выпускались объективы R-серии, например, 90mm f/2 AA, 100mm f/2.8 Macro, 180mm f/2, 180mm f/2.8, and 280mm f/4.
5 марта 2009 года Leica Camera заявила о прекращении производства объективов и фотоаппаратов R-серии с ручной фокусировкой.
В настоящее время Leica, при поддержке альянса с Sigma и Panasonic перешла на новый байонет L.

## Варианты байонета Leica R
Байонет Leica R выпускался в нескольких вариантах.
Основные отличия — в способе передачи значений диафрагмы от объектива к корпусу фотоаппарата.

### Вариант «1 cam»
Вариант «1 cam» позволяет производить TTL-экспонометрию на закрытой до рабочего значения диафрагме, предназначен для фотоаппарата «Leicaflex». Все камеры, начиная с модели «Leicaflex SL» проводят экспонометрию на открытой диафрагме, объективы «1 cam» могут работать с этими фотоаппаратами на закрытой диафрагме.
Вариант «1 cam» не рекомендуется устанавливать на «Leica R8» и «Leica R9», возможно повреждение электрических контактов.
Объективы «1 cam» могут быть переделаны в более поздние варианты.

### Вариант «2 cam»
Вариант «2 cam» позволяет производить TTL-экспонометрию на открытой диафрагме и предназначен для фотоаппаратов «Leicaflex SL» и «Leicaflex SL2».
Вариант «2 cam», как и первый, не рекомендуется устанавливать на «Leica R8» и «Leica R9», но объективы могут быть модифицированы.

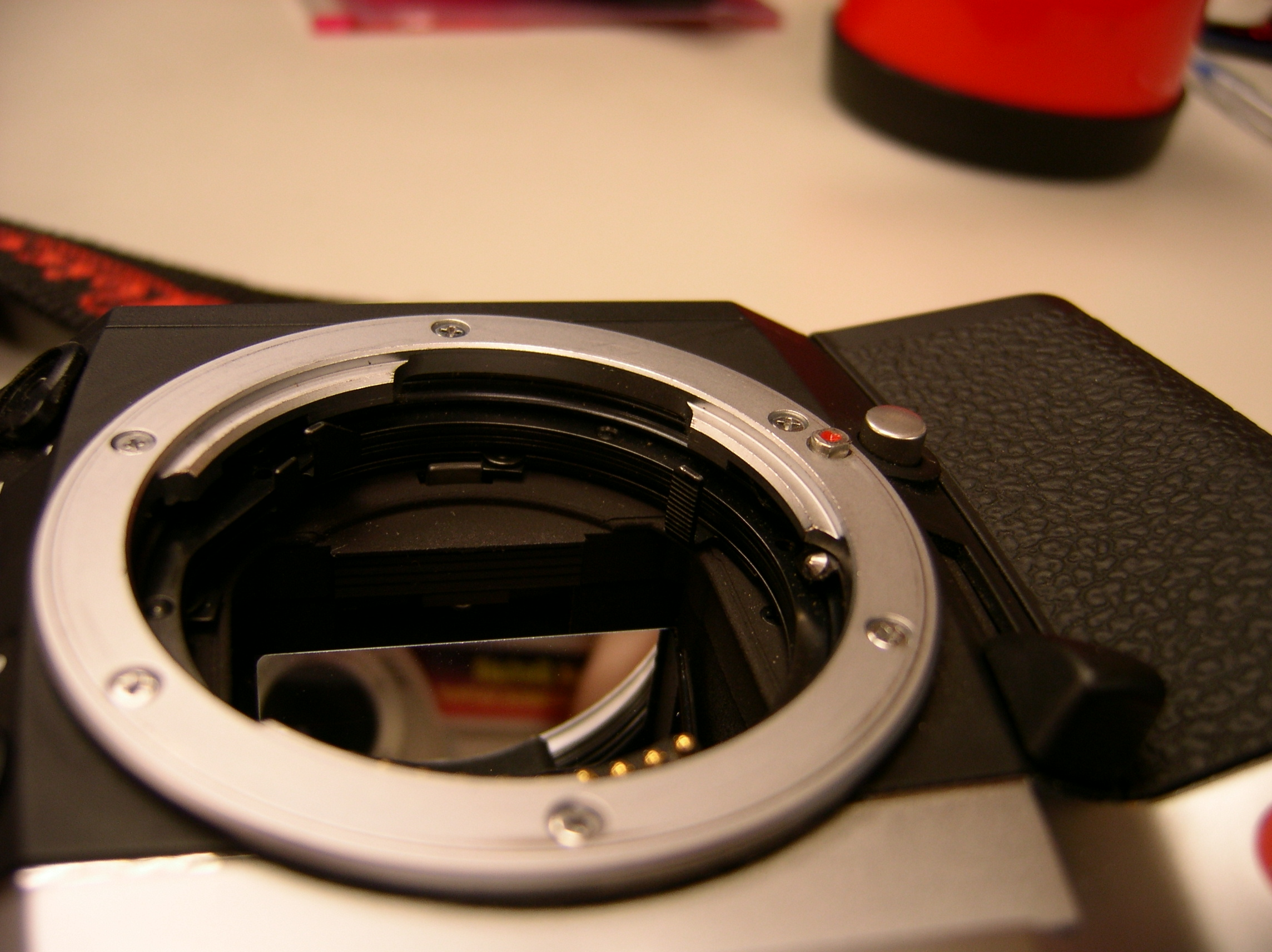
Вариант «ROM», видны электрические контакты

### Вариант «3 cam»
Вариант «3 cam» совместим со всеми однообъективными зеркальными фотоаппаратами Leica. Три механических соединения позволяют передавать информацию от объектива к камере.

### Вариант «R» («R Only»)
Объективы R-варианта предназначены только для камер «Leica R», механически несовместимы с фотоаппаратами серии «Leicaflex». Объективы могут быть переделаны в вариант «3 cam» или ROM-вариант.

### Вариант «ROM»
Объективы ROM-варианта предназначены для камер «Leica R8» и «Leica R9». Механически подобны R-варианту, имеют электрические контакты согласования камеры и объектива. Дополнительная передаваемая информация используется в том числе и для подключения автоматических фотовспышек.

### Совместимость объективов и фотоаппаратов
|                                  | Leicaflex                           | Leicaflex SL и Leicaflex SL2        | Leica R3 — Leica R7                 | Leica R8 и Leica R9                                                                        |
| -------------------------------- | ----------------------------------- | ----------------------------------- | ----------------------------------- | ------------------------------------------------------------------------------------------ |
| Вариант объектива «1 Cam»        | Экспонометрия на закрытой диафрагме | Экспонометрия на закрытой диафрагме | Экспонометрия на закрытой диафрагме | Экспонометрия на закрытой диафрагме Установка нежелательна, возможно повреждение контактов |
| Вариант объектива «2 Cam»        | Экспонометрия на закрытой диафрагме | Экспонометрия на открытой диафрагме | Экспонометрия на открытой диафрагме | Экспонометрия на открытой диафрагме Установка нежелательна, возможно повреждение контактов |
| Вариант объектива «3 Cam»        | Экспонометрия на закрытой диафрагме | Экспонометрия на открытой диафрагме | Экспонометрия на открытой диафрагме | Экспонометрия на открытой диафрагме                                                        |
| Вариант объектива «R» («R Only») | Установка недопустима               | Установка недопустима               | Экспонометрия на открытой диафрагме | Экспонометрия на открытой диафрагме                                                        |
| Вариант объектива «ROM»          | Установка недопустима               | Установка недопустима               | Экспонометрия на открытой диафрагме | Экспонометрия на открытой диафрагме Электрическая связь с камерой                          |

## Совместимость байонета Leica R с другими креплениями фотографических объективов
Так как байонет Leica R имеет самый большой рабочий отрезок (47 мм) среди малоформатных фотоаппаратов, использование «чужих» объективов на зеркальных камерах Leica затруднительно.
Некоторые производители выпускают адаптеры, позволяющие устанавливать объективы R-серии на фотоаппараты семейства Canon EOS с байонетом Canon EF и Canon EF-S. Объективы функционируют только в режиме ручной фокусировки и на рабочей диафрагме.

Объективы, выпускавшиеся для зеркальной приставки «Leica Visoflex» (превращала дальномерный фотоаппарат в однообъективный зеркальный) через переходник устанавливались на «Лейкафлексы» и на «Лейки R».
| Название                       | Рабочий отрезок, мм              | Диаметр, мм                | Размер кадра                    | Тип                                                        | Годы производства                     |
| ------------------------------ | -------------------------------- | -------------------------- | ------------------------------- | ---------------------------------------------------------- | ------------------------------------- |
| Mamiya RB                      | 112,0                            | ?                          | 6×7 см                          | байонет с замком на объективе                              | ?                                     |
| Mamiya RZ                      | 105,0                            | ?                          | 6×7 см                          | байонет с замком на объективе                              | ?                                     |
| Rolleiflex SL66                | 102,8                            | ?                          | 6×6 см                          | байонет                                                    | 1966—1992                             |
| Bronica                        | 101,7                            | 57                         | 6×6 см                          | байонет с многозаходной резьбой                            | ?                                     |
| Pentax 67                      | 84,95                            | ?                          | 6×7 см                          | наружный и внутренний байонет                              | ?                                     |
| Bronica GS1                    | ?                                | ?                          | 6×7 см                          | байонет                                                    | 1983—2002                             |
| Байонет В                      | 82,1                             | 60                         | 6×6 см                          | байонет с трёхзаходной резьбой                             | С 1957 года                           |
| Kowa Six / Super 66            | 79                               | ?                          | 6×6 см                          | накидное кольцо                                            | 1968—1974                             |
| Hasselblad 500/2000            | 74,9                             | ?                          | 6×6 см                          | байонет                                                    | —                                     |
| Байонет Б                      | 74,0                             | 60                         | 6×6 см                          | байонет с накидным кольцом                                 | С 1957 года                           |
| Rolleiflex SLX                 | 74                               | 75                         | 6×6 см                          | четырёхлепестковый байонет                                 | С 1976 года                           |
| Pentax 645                     | 70,87                            | ?                          | 6×4,5 см                        | байонет                                                    | —                                     |
| Mamiya 645                     | 63,3                             | ?                          | 6×4,5 см                        | байонет                                                    | С 1975 года                           |
| Leica Visoflex                 | 62,5                             | ?                          | 24×36 мм                        | байонет                                                    | 1935—1984                             |
| Hasselblad H                   | 61,63                            | ?                          | 6×4,5 см                        | байонет                                                    | ?                                     |
| Leica S                        | ?                                | ?                          | 54×45 мм                        | байонет                                                    | С 2008 года                           |
| T2-mount («М42×0,75»)          | 55                               | 42                         | 24×36 мм                        | резьба                                                     | С 1962 года — современный вид T-mount |
| Topcon UV                      | 55                               | ?                          | 24×36 мм                        | байонет                                                    | c 1964 года                           |
| T-mount («М37×0,75»)           | 50,2                             | 37                         | 24×36 мм                        | резьба                                                     | 1957-1962                             |
| Praktina                       | 50                               | 46                         | 24×36 мм                        | накидное кольцо                                            | c 1952 года                           |
| Icarex                         | 48                               | ?                          | 24×36 мм                        | накидное кольцо                                            | 1966—1971                             |
| Байонет Contax N               | 48                               | ?                          | 24×36 мм                        | байонет                                                    | с 2001                                |
| Байонет Ц (Зенит-4)            | 47,58                            | 47                         | 24×36 мм                        | Вариант байонета DKL                                       | 1964—1968                             |
| Байонет Leica R                | 47,0                             | ?                          | 24×36 мм                        | байонет                                                    | С 1964 года                           |
| Байонет Nikon F                | 46,5                             | 44                         | 24×36 мм                        | трёхлепестковый байонет                                    | С 1959 года                           |
| Olympus OM                     | 46                               | ?                          | 24×36 мм                        | трёхлепестковый байонет с замком на объективе              | 1972—2002                             |
| Contarex                       | 46                               | ?                          | 24×36 мм                        | трёхлепестковый байонет                                    | 1958—1966                             |
| Rolleiflex SL35                | 45,6                             | ?                          | 24×36 мм                        | трёхлепестковый байонет                                    | ?                                     |
| Байонет Contax-Yashica         | 45,5                             | 48                         | 24×36 мм                        | трёхлепестковый байонет                                    | 1975—?                                |
| Байонет K                      | 45,5                             | 48,5                       | 24×36 мм                        | трёхлепестковый байонет                                    | С 1976 года                           |
| Altix                          | 45,5 наружный; 42,5 внутренний   | ?                          | 24×36 мм                        | накидное кольцо                                            | 1939—1959                             |
| Mamiya E/EF (ZE/CS)            | 45,5                             | 49                         | 24×36 мм                        | байонет                                                    | С 1980 года                           |
| Pentina                        | 45,5                             | ?                          | 24×36 мм                        | накидное кольцо                                            | С 1960 года                           |
| M42×1                          | 45,5                             | 42                         | 24×36 мм                        | резьба                                                     | С 1948 года                           |
| M37×1                          | 45,46                            | 37                         | 24×36 мм                        | резьба                                                     | c 1939                                |
| Зенит                          | 45,2                             | 39                         | 24×36 мм                        | резьба                                                     | 1953—1967                             |
| Exakta                         | 44,7                             | 38                         | 24×36 мм                        | Трёхлепестковый байонет                                    | —                                     |
| Байонет DKL                    | 44,7                             | 47                         | 24×36 мм                        | Включает центральный затвор и привод регулировки диафрагмы | С 1957 года                           |
| Байонет А (Minolta A / Sony α) | 44,50                            | 49.7                       | 24×36 мм                        | трёхлепестковый байонет                                    | С 1986 года                           |
| Rolleiflex SL35                | 44,46                            | —                          | 24×36 мм                        | байонет                                                    | 1970—1998                             |
| Praktica B                     | 44,40                            | 48,5                       | 24×36 мм                        | байонет                                                    | С 1980 года                           |
| M40×1                          | 44                               | 40                         | 24×36 мм                        | резьба                                                     | 1938—1947                             |
| Canon EF                       | 44                               | 54                         | 24×36 мм                        | трёхлепестковый байонет                                    | С 1987 года                           |
| Canon EF-S                     | 44                               | 54                         | 22,2×14,8 мм                    | трёхлепестковый байонет                                    | С 2004 года                           |
| Байонет Sigma SA               | 44                               | 44                         | 24×36 мм                        | байонет                                                    | С 1992 года                           |
| Байонет Киев-Автомат           | 44,0                             | 41                         | 24×36 мм                        | байонет                                                    | 1965—1985                             |
| Minolta SR/MC/MD               | 43,50                            | ?                          | 24×36 мм                        | трёхлепестковый байонет                                    | 1958—2001                             |
| Fujica X                       | 43,5                             | ?                          | 24×36 мм                        | трёхлепестковый байонет                                    | ?                                     |
| Petriflex                      | 43,5                             | ?                          | 24×36 мм                        | накидное кольцо                                            | С 1963 года                           |
| en:Rectaflex Rectaflex         | 43,4                             | ?                          | 24×36 мм                        | байонет                                                    | 1947—1958                             |
| M41,2x1                        | 42,05                            | 41,2                       | 24×36 мм                        | резьба                                                     | С 1947 года                           |
| Байонет Д                      | 42,0                             | 40,5                       | 24×36 мм                        | накидное кольцо                                            | С 1965 года                           |
| Canon R                        | 41,9                             | 48                         | 24×36 мм                        | накидное кольцо                                            | 1959—1964                             |
| Canon FL                       | 41,9                             | 48                         | 24×36 мм                        | накидное кольцо                                            | 1964—1971                             |
| Canon FD                       | 41,9                             | 48                         | 24×36 мм                        | накидное кольцо                                            | 1971—1990                             |
| Canon FDn                      | 41,9                             | 48                         | 24×36 мм                        | байонет                                                    | 1978—1990                             |
| Байонет Miranda                | 41,5                             | 44                         | 24×36 мм                        | четырёхлепестковый байонет с резьбой 44×1                  | 1954-1974                             |
| Konica F                       | 40,5                             | 40                         | 24×36 мм                        | байонет                                                    | 1960—1963                             |
| Konica AR                      | 40,5                             | ?                          | 24×36 мм                        | байонет                                                    | 1965—1988                             |
| Стандарт 4:3                   | 38,67                            | 50                         | 17,3×13 мм                      | байонет                                                    | С 2003 года                           |
| Alpa                           | 37,8                             | 48                         | 24×36 мм                        | байонет                                                    | —                                     |
| Hasselblad XPan                | 34,27                            | ?                          | 24×65 мм                        | байонет                                                    | c 1998 года                           |
| Байонет Contax-Киев RF         | 34,85 наружный; 31,85 внутренний | 49 наружный; 36 внутренний | 24×36 мм                        | наружный и внутренний байонет                              | 1932—1985                             |
| Байонет Contax G               | 28,95                            | ?                          | 24×36 мм                        | байонет                                                    | 1994—2005                             |
| Olympus Pen F                  | 28,95                            | ?                          | 24×18 мм                        | байонет                                                    | С 1963 года                           |
| M39×1/28,8                     | 28,8                             | 39                         | 24×36 мм                        | резьба                                                     | 1932—1995                             |
| Нарцисс                        | 28,8                             | 24                         | 14×21 мм                        | резьба                                                     | 1961—1965                             |
| Байонет Leica M                | 27,8                             | ?                          | 24×36 мм                        | четырёхлепестковый байонет                                 | С 1954 года                           |
| M39×1/27,5                     | 27,5                             | 39                         | 18×24 мм                        | резьба                                                     | 1967—1974                             |
| Байонет 110                    | 27                               | ?                          | 17×13 мм                        | байонет                                                    | С 1978 года                           |
| Байонет Fujifilm G             | 26,7                             | ?                          | 32,9×43,8 мм                    | байонет                                                    | С 2017 года                           |
| Samsung NX                     | 25,5                             | 42                         | 23,4×15,6 мм                    | байонет                                                    | С 2010 года                           |
| Canon RF                       | 20                               | 54                         | 24×36 мм                        | байонет                                                    | С 2018 года                           |
| Байонет L                      | 20                               | 51,6                       | 24×36 мм                        | байонет                                                    | С 2014 года                           |
| Микро 4:3 (Micro Four Thirds)  | 19,25                            | 44                         | 17,3×13 мм                      | байонет                                                    | С 2008 года                           |
| Canon EF-M                     | 18                               | 47                         | 22,3×14,9 мм                    | байонет                                                    | С 2012 года                           |
| Байонет E (Sony NEX)           | 18                               | 46,1                       | 24×36 мм                        | байонет                                                    | С 2010 года                           |
| Fujifim X                      | 17,7                             | 40,6                       | 23,6×15,6 мм                    | байонет                                                    | С 2012 года                           |
| Nikon 1                        | 17                               | ?                          | 13,2×8,8 мм                     | байонет                                                    | 2011—2018                             |
| Байонет Nikon Z                | 16                               | 55                         | 24×36 мм                        | четырёхлепестковый байонет                                 | С 2018 года                           |
| Pentax Q                       | 9,2                              | ?                          | 6,17×4,55 мм; 7,44×5,58 мм (Q7) | байонет                                                    | С 2011 и 2013 года                    |
| Samsung NX-M                   | 7,3                              | ?                          | 13,2×8,8 мм                     | байонет                                                    | ?                                     |